# طارق شاه بهرامی
طارق‌شاه بهرامی (زاده: ۱۳۴۶ خورشیدی از ولسوالی قرغه‌ئی ولایت لغمان) سیاستمدار، فرمانده نظامی و وزیر اسبق دفاع افغانستان بود. وی دوره حکومت وحدت ملی به ریاست جمهوری محمد اشرف غنی پس از استعفای عبدالله حبیبی در سال ۱۳۹۶ به عنوان سرپرست وزارت دفاع تعیین شد و در ۲ جدی/دی ۱۳۹۷ از سمتش برکنار و اسدالله خالد جانشین وی شد. وی هم اکنون سفیر جمهوری اسلامی افغانستان در اردن می‌باشد.

## زندگی‌نامه
طارق‌شاه بهرامی در سال ۱۹۶۷ (میلادی) در روستای چهارباغ ولسوالی قرغه‌ئی ولایت لغمان به دنیا آمد. او تحصیلات ابتدائی خود را در مدرسه ابتدائی چهارباغ محل تولد خودش به پایان رسانید و توانست مدرک پایان تحصیلی ۱۲ پاس خود را در سال ۱۳۶۲ در کابل به پایان برساند. وی پس از آن وارد دانشکده دفاعی شده و در سال ۱۳۶۵ به درجه لیسانس به عنوان دوهم بریدمن فارغ گردد. در سال ۱۳۶۷ دوره آموزشی عالی افسران را بدست آورد و در سال ۱۳۹۳ از کالجی در انگلیس درجه ارکان دفاع را کسب کند. وی دارای سه پسر و دو دختر است.

## فعالیت نظامی
- ۱۳۶۵: معاونیت تولی.
- ۱۳۶۶: قوماندان تولی.
- ۱۳۶۷: معاون کندک.
- ۱۳۶۸: قوماندان کندک.
- ۱۳۶۹: سر رهنمای مدیریت اسناد و پلان گذاری وزرات دفاع ملی.
- ۱۳۸۱: مدیر اسناد و ارتباط کمیسیون احیا و بازسازی اردو ملی.
- ۱۳۸۲ - ۱۳۸۷: آمر دفتر قوماندانی قول اردوی (۲۰۱) سیلاب.
- ۱۳۸۸ - ۱۳۹۱: قوماندان قطعه (۴۴۴) کماندو در ولایت هلمند.
- ۱۳۹۱: مدیر عمومی پلان و اپراسیون ریاست عمومی قطعات خاص وزارت امور داخله.
- ۱۳۹۴: رئیس عمومی اخذ و هماهنگی اطلاعات دفتر شورای امنیت ملی.
- ۱۳۹۵: مرستیال معاونیت دفتر شورای امنیت ملی در امور سر قوماندانی اعلی قوای مسلح.
- ۱۳۹۵: معین ارشد امنیتی وزارت امور داخله.
- ۱۳۹۶: سرپرست وزارت دفاع افغانستان.

وی در سال ۱۳۹۶ و به مناسبت ۹۸مین سالروز استقلال افغانستان به رتبه دگرجنرالی نائل آمد.